# Fronteira República Centro-Africana–República Democrática do Congo
A fronteira entre a República Centro-Africana e a República Democrática do Congo é a linha que limita os territórios de República Centro-Africana e República Democrática do Congo. Toda esta linha é definida pelo rio Mbomou (a leste) e pelo rio Ubangui (a oeste).

## Descrição
A fronteira começa no oeste na tríplice fronteira com a República do Congo na confluência do rio Gouga e do rio Ubangi, e segue este último em grande parte de sua extensão, antes de chegar à confluência com o rio Mbomou. A fronteira segue então o Mbomou para o leste, com uma seção terrestre muito curta no extremo leste conectando-se com a tríplice fronteira do Sudão do Sul.

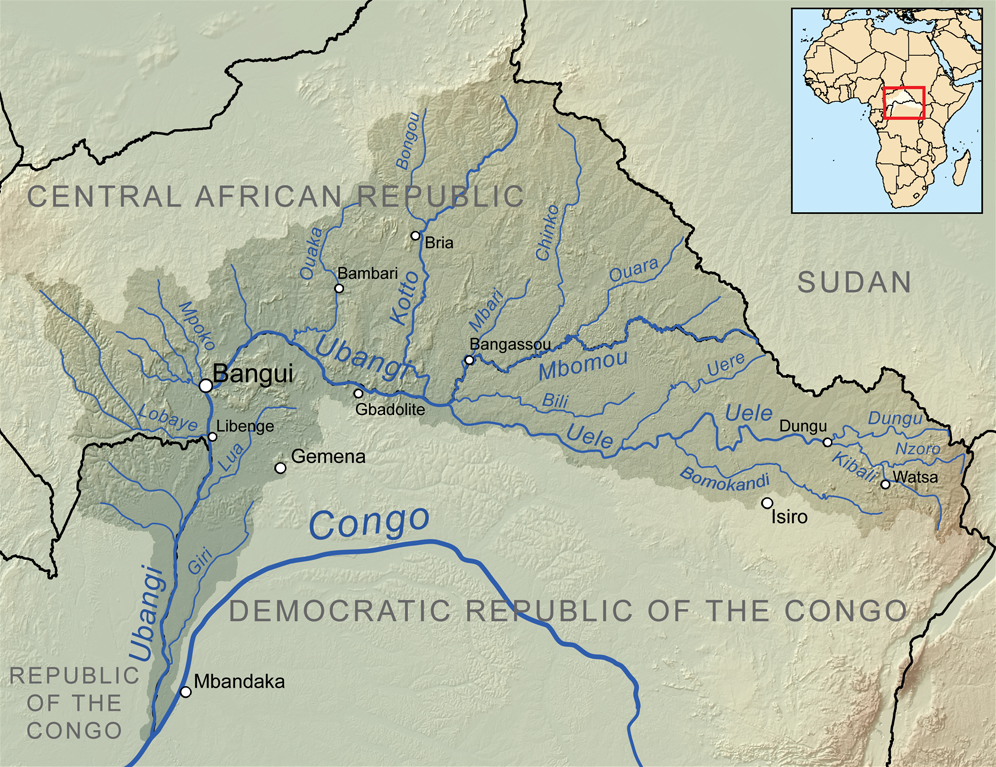
Os rios Ubangui (mapa na imagem) e Mbomou definem a fronteira

## História

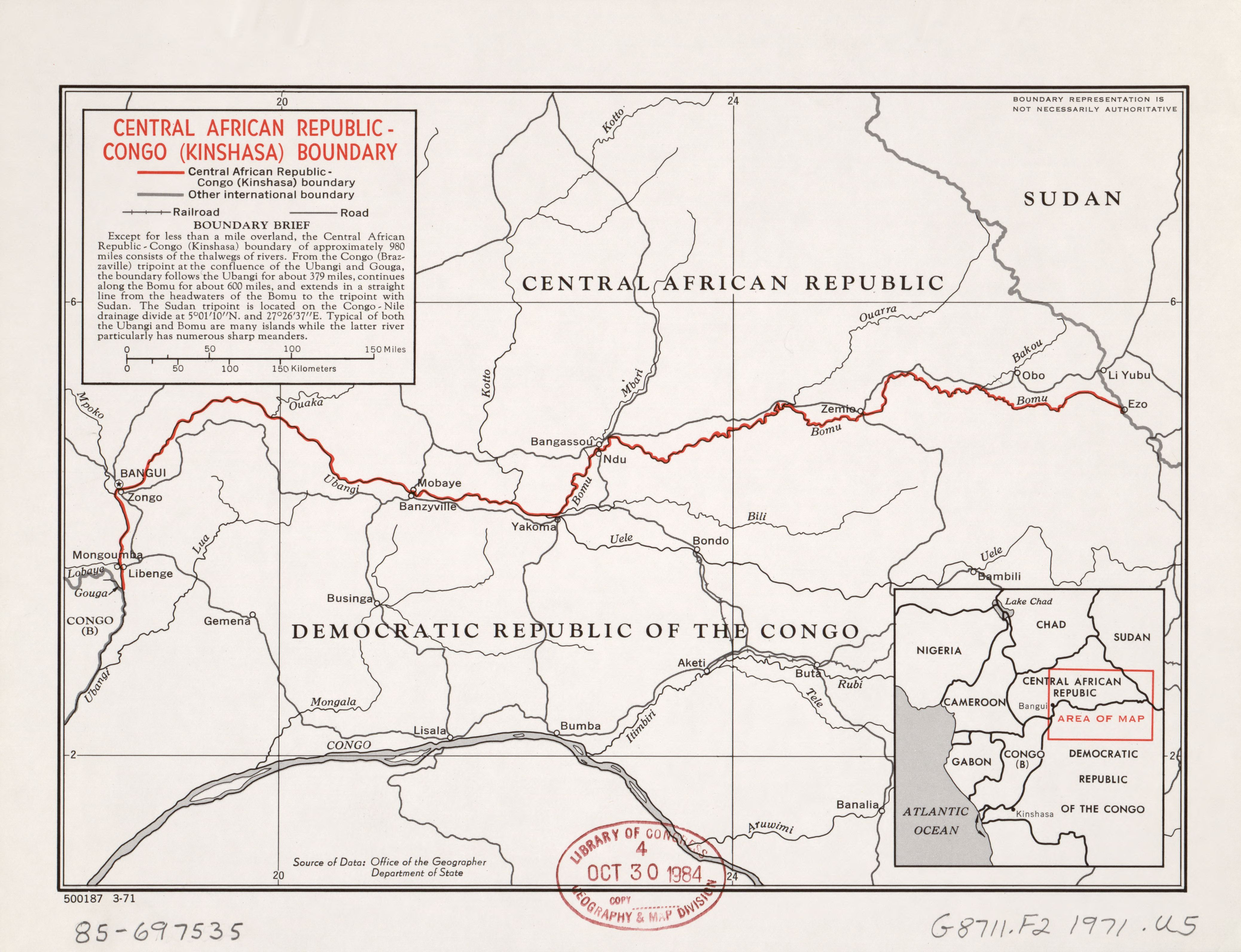
Mapa da fronteira.

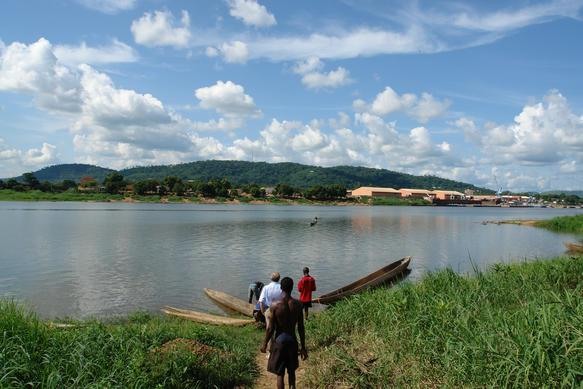
O Rio Ubangi (na imagem) define a parte ocidental desta fronteira

O Congo Belga conquistou a independência (como República do Congo, futuramente renomeada como República Democrática do Congo) em 30 de junho de 1960, seguido pelo território francês de Ubangi-Shari (como República Centro-Africana) em 13 de agosto de 1960, e suas fronteiras mútuas tornaram-se fronteira internacional entre dois Estados soberanos. 
Desde 2003, a fronteira foi cruzada por milhares de refugiados centro-africanos que fogem da guerra civil de 2004–2007 e, posteriormente, da guerra civil desde 2012.